# Dinosauri duellanti

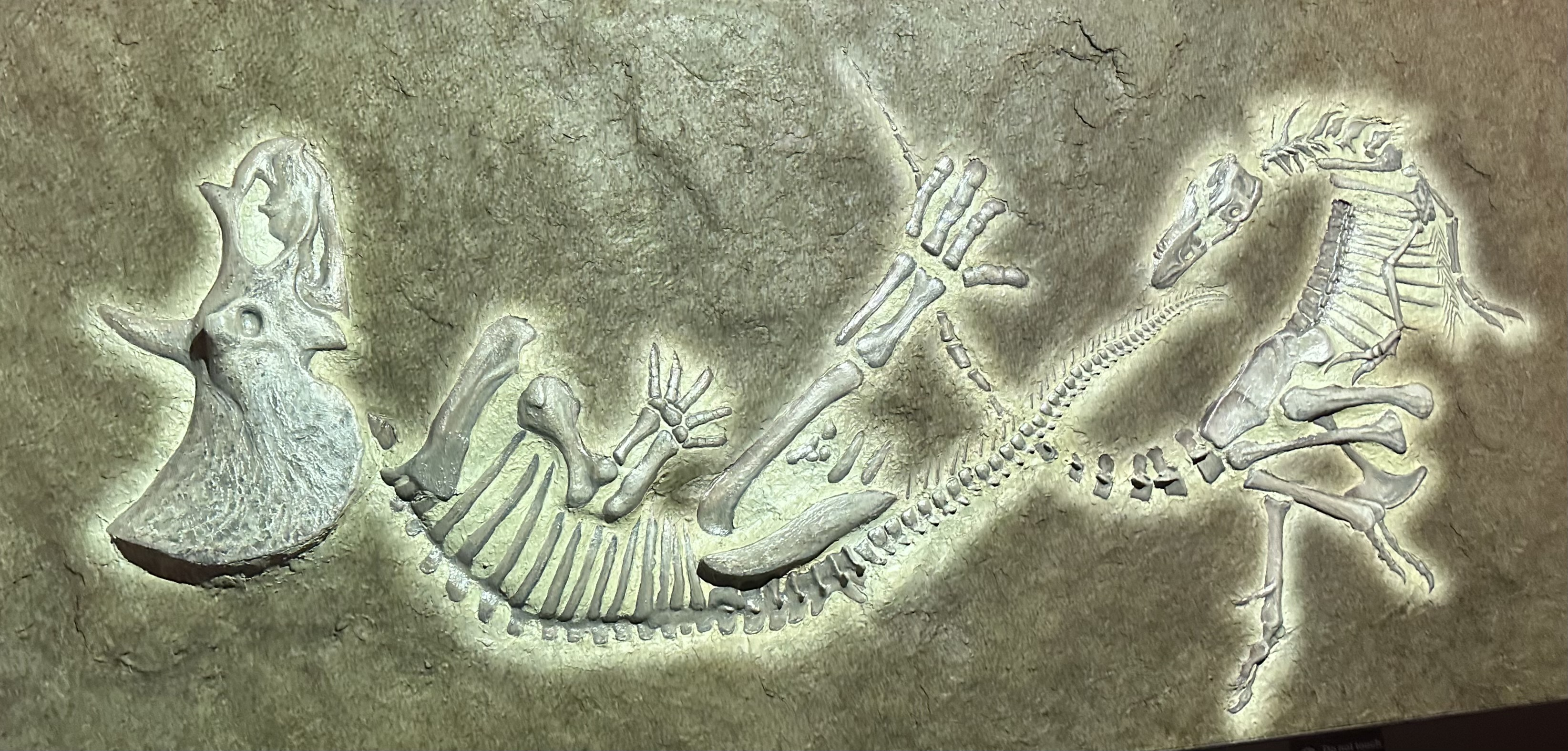
Ricostruzione idealizzata degli esemplari nelle loro pose in situ al North Carolina Museum of Natural Sciences. Gli esemplari veri e propri hanno dovuto essere smontati per essere trasportati e quindi non sono più nella stessa posa in cui sono stati ritrovati.

I Dinosauri Duellanti o Dinosauri Duellanti del Montana (en. Dueling Dinosaurs o Montana Dueling Dinosaurs) è un esemplare fossile originario della Formazione Hell Creek del Montana. È costituito dagli scheletri fossilizzati di un tyrannosauro (generalmente considerato un giovane Tyrannosaurus rex) e di un Triceratops horridus avvinghiati tra di loro e sepolti nell'arenaria. Questo è abbastanza simile ai Dinosauri Combattenti, un esemplare di 74 milioni di anni fa ritrovato in Mongolia nel 1971, in cui un Velociraptor e un Protoceratops furono ritrovati avvinghiati tra di loro suggerendo che fossero morti nel bel mezzo di una lotta. L'inferenza "duellanti" deriva dalle numerose ferite subite da entrambi i dinosauri, tra cui un dente del tyrannosauro conficcato nelle ossa del Triceratops, sebbene non si sappia se siano stati effettivamente sepolti mentre combattevano l'uno contro l'altro. Nonostante la sua importanza scientifica l'esemplare è rimasto all'oscuro per decenni a causa di una lunga disputa legale sui diritti di proprietà dell'esemplare, risoltasi solo anni dopo. Il fossile è in possesso e in fase di studio presso il North Carolina Museum of Natural Sciences, dove è stato esposto nel 2024.

## Storia

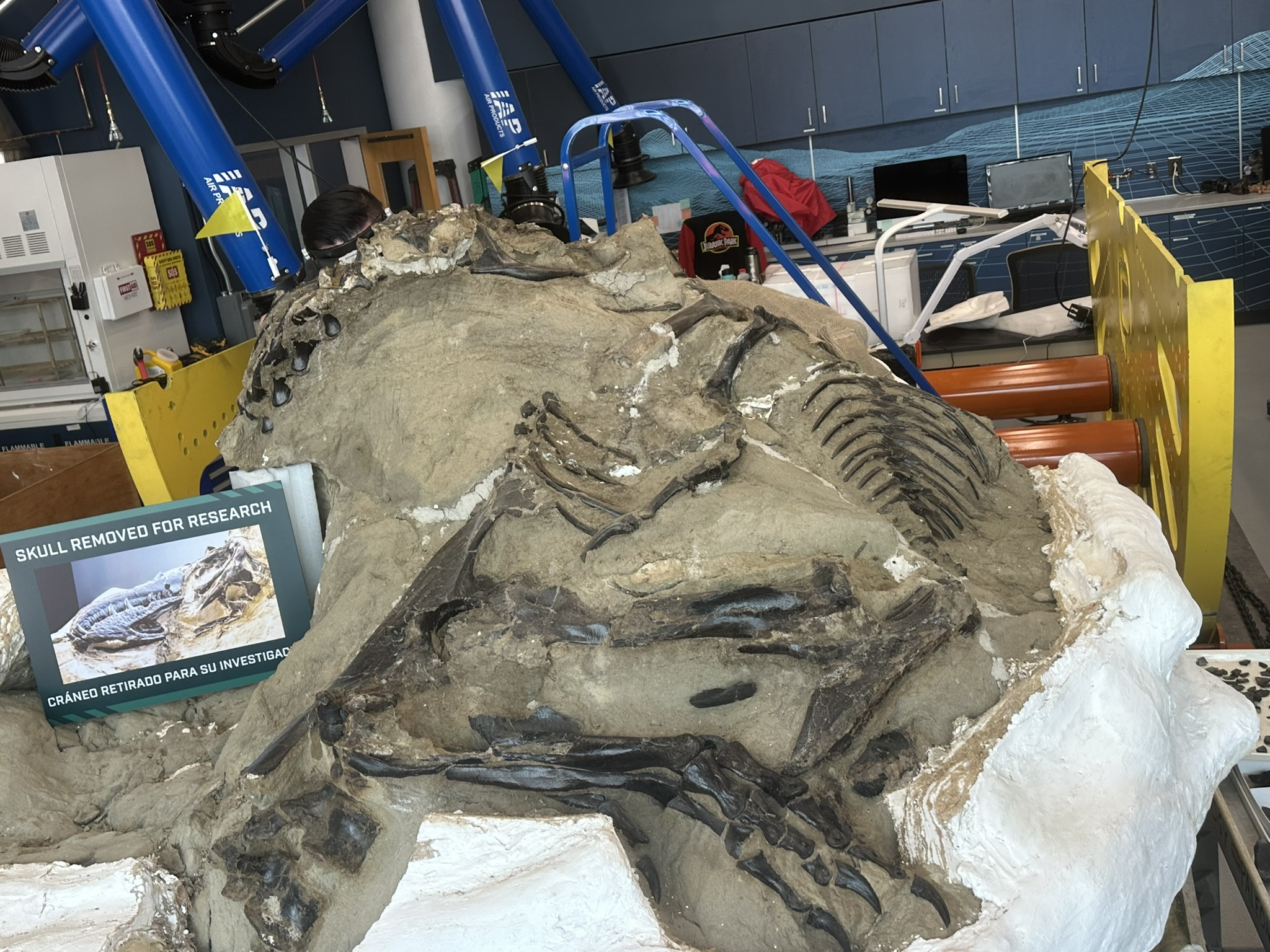
L'esemplare in fase di preparazione, giugno 2024

L'esemplare venne originariamente scoperto nel 2006 dagli allevatori Clayton Phipps, Mark Eatman e Chad O'Connor nel Montana. Due diverse famiglie di allevatori, i Severson e i Murray, possedevano il terreno in cui sono stati ritrovati i fossili. Phipps ha chiese aiuto a CK Preparations, gestita dal preparatore Chris Morrow e dalla paleoartista Katie Busch, per preparare l'esemplare.
I Dinosauri Duellanti rimasero all'oscuro fino al 2011, quando i rancher lanciarono una campagna di marketing, incluso un sito web dedicato, per venderli a un potenziale acquirente (con l'assistenza del paleontologo commerciale Pete Larson) per venderli a un potenziale acquirente. I rancher tentarono senza successo di vendere il fossile a diversi musei, tra cui lo Smithsonian e il Museum of the Rockies, ma senza successo. In assenza di acquirenti, i fossili erano destinati a essere venduti a un collezionista privato. Nel 2013, Larson presentò un poster sul tyrannosauro (noto anche come "Bloody Mary", esemplare numero BHI 6437) all'incontro annuale della Society of Vertebrate Paleontology, definendolo un potenziale esemplare del genere dubbio "Nanotyrannus". Questa presentazione fu accolta con notevoli controversie e lamentele etiche, a causa dell'opposizione alla pubblicazione di esemplari di proprietà privata. Poco dopo gli esemplari vennero messi in vendita, anche all'asta da Bonhams, ma non venne effettuato alcun acquisto.
Nel 2016, Lindsay Zanno del North Carolina Museum of Natural Sciences contattò Phipps, avviando trattative per l'acquisto del fossile, con fondi raccolti tramite l'organizzazione privata senza scopo di lucro, Friends of the North Carolina Museum of Natural Sciences. Tuttavia, questioni legali sulla legittima proprietà dei fossili rallentarono queste trattative: i Severson avevano la maggior parte del controllo sui diritti minerari sulla terra di Murray portando ad una discussione se i fossili potessero essere considerati minerali, nel qual caso i Severson ne avrebbero avuto i diritti. Sebbene una corte precedente si fosse pronunciata a favore dei Murray, nel novembre 2018 i giudici si pronunciarono a favore dei Severson e che i fossili potevano essere legalmente considerati minerali nel Montana, facendo indignare molti paleontologi. Tuttavia, il caso fu presentato in appello alla Corte Suprema del Montana nel 2020, che stabilì che i fossili non potevano essere considerati minerali, consentendo al Museum of Natural Sciences di acquisire i fossili.
Gli esemplari furono ufficialmente rivelati al pubblico nell'aprile 2024, in una cerimonia di inaugurazione guidata dall'allora governatore dello stato Roy Cooper.

## Importanza

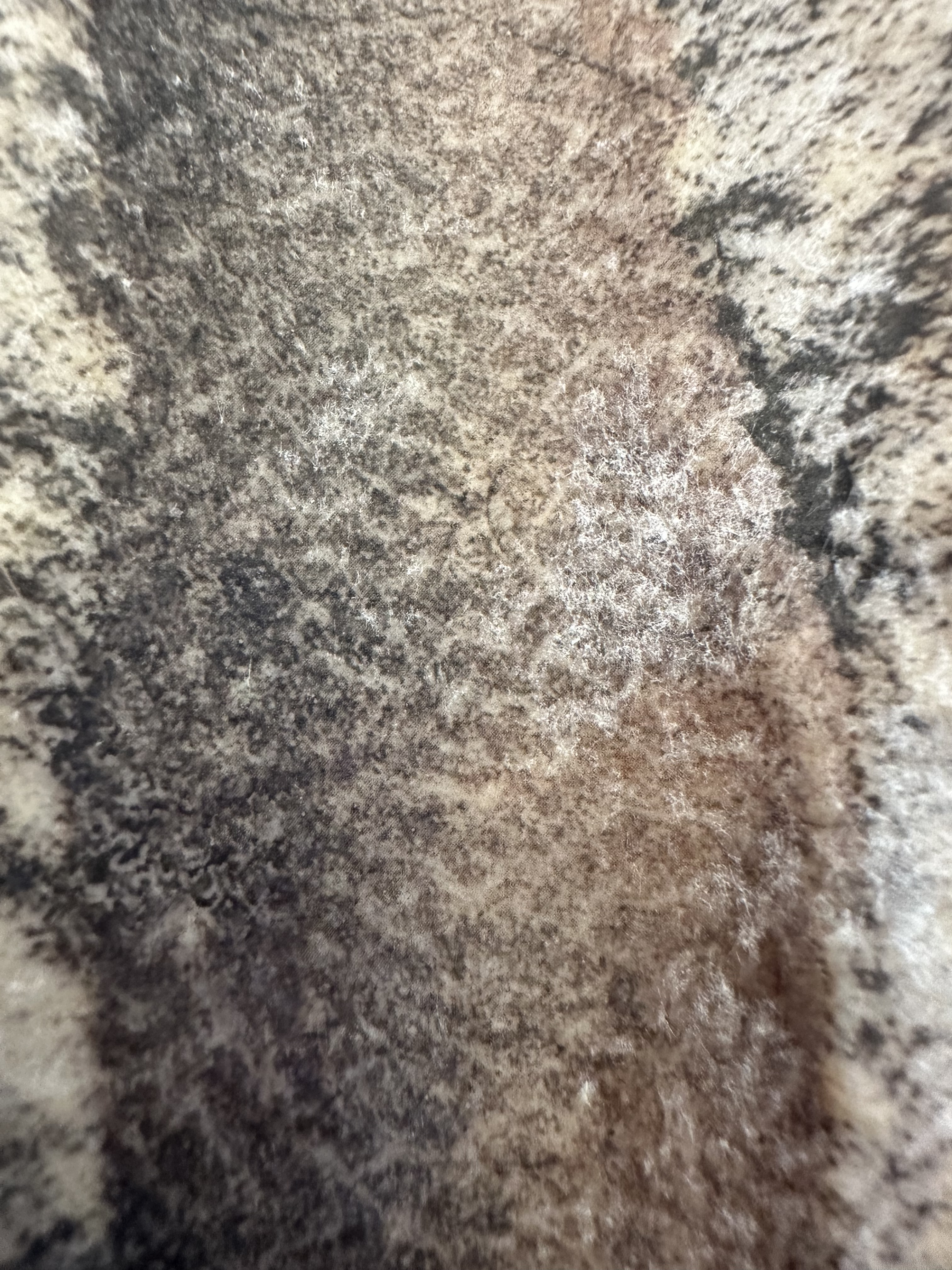
Calco di un'impronta cutanea del piede del tyrannosauro

L'esemplare è considerato uno dei fossili meglio conservati e più completi di entrambe le specie, con oltre il 98% di completezza per lo scheletro del Tyrannosaurus, e contiene impronte di pelle e potenzialmente organi interni, contenuto dello stomaco e proteine.
Per anni, paleontologi, artisti e registi hanno realizzato diverse rappresentazioni della battaglia tra un Tyrannosaurus rex e un Triceratops e, sebbene la dieta del T. rex sia stata rivelata dallo studio di segni sulle ossa di altri dinosauri e coproliti (feci fossili), non ci sono prove dirette che un T. rex e un Triceratops abbiano mai combattuto. Inoltre, molti dei segni di morsi sulle ossa di Triceratops sembrano rappresentare solo atti di saprofagia. Tuttavia, segni di ferite guarite su un T. rex o un Triceratops sarebbero un chiaro segno di una lotta. I giovani T. rex avevano una forza del morso di 5.641 newton rispetto ai 35.000 newton di un adulto completamente cresciuto. I paleontologi usano queste informazioni per confermare che i giovani non erano in grado frantumare le ossa, ma che questo avveniva con la crescita e lo sviluppo, migliorando la loro potenza di morso e rafforzando le loro fauci. Pertanto, la forza del morso del T. rex aumentava in forza e potenza in corrispondenza delle sue dimensioni e del suo peso con l'età. La presenza di buchi sul collare dei Triceratops ha rivelato la prova di ciò che poteva essere fatto solo da ferite da combattimento, simili a quelle di alci e cervi. L'analisi chimica ha indicato che le ferite sulle ossa erano guarite. Ciò ha confermato che il Triceratops era in grado di combattere sia che si trattasse di due maschi che lottavano per il predominio o per difendersi dai predatori.